# Dorna Sports
Dorna Sports S.L. — міжнародна компанія, що займається організацією, менеджментом та маркетингом спортивних подій. Заснована у 1988 році. Штаб-квартира організації знаходиться в Мадриді, філії та/або дочірні компанії знаходяться в Барселоні, Римі, Амстердамі і Токіо. Основним акціонером компанії є «Canadian Pension Plan Investment Board» та фонди, керовані «Bridgepoint Capital».
Dorna з 1992 року є ексклюзивним власником комерційних і телевізійних прав на Чемпіонат світу з шосейно-кільцевих мотоперегонів «MotoGP»™, що відбувається під егідою Міжнародної мотоциклетної федерації. З 63-річною історією MotoGP є основним продуктом Dorna. Окрім цього, придбання компанією Dorna в 2012 році прав на Чемпіонат світу «Superbikes» (SBK) об'єднало дві найпрестижніші гоночні серії в світі мотоспорту під одним дахом.

## MotoGP
Телевізійні права на чемпіонат світу з шосейно-кільцевих мотоперегонів MotoGP компанія придбала перед початком сезону 1992. Було укладено 10-річний контракт з Міжнародною мотоциклетною федерацією, згідно якого Dorna зобов'язувалась сплачувати 6,4 млн. €. Після цього контракт двічі пролонгувався.
За рік до цього Берні Екклстоун заснував власну компанію «Two Wheel Promotions», з якою отримав право у сезоні 1992 проводити окремі етапи Гран-Прі. Хоча він і підняв вартість вхідних квитків на гонки вдвічі, комерційного успіху не отримав. Зокрема, на Гран-Прі Німеччини у Гоккенгаймринзі він отримав близько 1 млн. € збитків, а після проведення Гран-Прі Франції у Маньї-Курі його організатори взагалі збанкрутували.
Це призвело до того, що Екклстоун після закінчення сезону продав Dorna Sports свою «Two Wheel Promotions» за приблизно 52 млн.€, причому її статутний фонд становив лише 10 тис. фунтів. Ситуація набула ознак корупційного скандалу, що змусило генерального директора компанії Річарда Голдінга звільнитись.
Після цього, як Dorna Sports отримала і телевізійні, і комерційні права на проведення чемпіонату, почався стабільний розвиток серії. Вартість квитків була знову зменшена, адекватною стала і вартість рекламних банерів. За участь у змаганнях Dorna Sports виплачувала кожній команді 1,2 млн. € на сезон, що забезпечило стабільну участь щонайменше 24 гонщиків у кожній гонці.
У сезоні 2014 команди класу Moto2 в середньому отримали від Dorna Sports по 180 тис. €, команди класу MotoGP — по 650 тис. $ на гонщика (для таких команд як Paul Bird Motorsport та IodaRacing Project це становило приблизно 50% від їхнього бюджету).
Окремо Dorna оплачує асоціації виробників MSMA допомогу в розмірі 10-12 млн. $, спрямовану для приватних команд для розробки їхніх мотоциклів, таких як LCR, Tech3, Pramac та Marc VDS.
Компанія також оплачує відрядні витрати команд та оплачує транспортування їхньої техніки та обладнання для заокеанських етапів.
Dorna Sports має багато джерел доходів. В першу чергу це плата організаторів етапів Гран-Прі. Наприклад, організатори Гран-Прі Німеччини виплачують іспанській компанії 3,5 млн. € щороку, Гран-Прі Аргентини — 10 млн.€, Гран-Прі Чехії — 2,5 млн. €.
До цього додається плата компаній за право стати титульним спонсором Гран-Прі, серед яких eni, Tissot, Red Bull, Bank of Qatar, bwin, Hertz, Monster, TIM, Aperol. Вартість таких угод не розголошується, за деякими оцінками загальний прибуток з 18 етапів становить приблизно 25 млн.€.
Також прибуток дають телевізійні права, права на бренд для комп'ютерних ігор, реклама на сайті та інше. Вартість права транслювати MotoGP є різною. Так, телеканал Sport1 сплачує протягом трьох років загалом 3,5 млн. євро, Euro Sport платить менше, а Sky за право транслювати у Італії заплатить протягом трьох років 18 млн. €.